# Rajd Safari 1974
Rajd Safari (22. East African Safari Rally) – 22 Rajd Safari rozgrywany w Kenii w dniach 11-15 kwietnia. Była to druga runda Rajdowych mistrzostw świata w roku 1974. Rajd został rozegrany na nawierzchni szutrowej. Bazą rajdu było miasto Nairobi. 

## Wyniki końcowe rajdu[1]
| Msc. | Kierowca        | Pilot            | Samochód                   | Czas  | Strata | Punkty |
| ---- | --------------- | ---------------- | -------------------------- | ----- | ------ | ------ |
| 1    | Joginder Singh  | David Doig       | Mitsubishi Colt Lancer     | 11:18 | 0.0    | 20     |
| 2.   | Björn Waldegård | Hans Thorszelius | Porsche 911                | 11:46 | +0.28  | 15     |
| 3.   | Sandro Munari   | Lofty Drews      | Lancia Fulvia 1.6 Coupé HF | 12.22 | +1:04  | 12     |
| 4.   | Harry Källström | Claes Billstam   | Datsun 260Z                | 13:01 | +1:43  | 10     |
| 5.   | Zully Remtulla  | Nizar Jivani     | Datsun 260Z                | 13:29 | +2:11  |        |
| 6.   | Rauno Aaltonen  | Wolfgang Stiller | Datsun 1800 SSS            | 13:46 | +2:28  |        |
| 7.   | Bert Shankland  | Chris Bates      | Peugeot 504                | 14:02 | +2:44  | 4      |
| 8.   | Peter Huth      | Philip Hechle    | Peugeot 504                | 14:41 | +3:23  |        |
| 9.   | Vic Preston     | Roger Barnard    | Ford Escort RS1600         | 14:56 | +3:38  | 2      |
| 10.  | Robin Ulyate    | Ivan Smith       | Fiat Abarth 124 Rallye     | 15:13 | +3:55  | 1      |

## Klasyfikacja producentów po 2 rundach
| Lp | Producent  | Pkt. |
| -- | ---------- | ---- |
| 1  | Fiat       | 21   |
| 2  | Mitsubishi | 20   |
| 3  | Datsun     | 18   |
| 4  | Porsche    | 15   |
| 5  | Lancia     | 12   |

- Uwaga: Tabela obejmuje tylko pięć pierwszych miejsc.